# Studioul Coreean de Film de Artă
Studioul Coreean de Film de Artă (în coreeană 조선예술영화촬영소), cunoscut și sub numele de Studioul de Film din Phenian, este un studio de film și o companie de producție⁠(d) din Phenian, Coreea de Nord. A fost fondată în anul 1947 sub numele de Studioul Național de Film și este cel mai mare studio nord-coreean de film, întinzându-se pe o suprafață de peste 1 milion de metri pătrați. Are aproximativ 1.800 de angajați și este administrat de Ministerul Culturii din Coreea de Nord⁠(d).
Primul film produs de acest studio este Ținutul meu natal⁠(d) (1949), care este, de asemenea, primul lungmetraj produs vreodată în Coreea de Nord după înființarea sa. Potrivit companiei Koryo Tours⁠(d), Studioul de Film de Artă Coreeană a fost implicat începând de atunci în producția a sute de filme nord-coreene.

## Filme produse (selecție)
- Ținutul meu natal⁠(d) (1949)[3][4]
- Fata care vinde flori (1972)[3]
- Pulgasari⁠(d) (1985)[5][6][7][8]
- Luptătorul cu flautul (1986)[3]
- A Broad Bellflower⁠(d) (1987)[3]

## Galerie

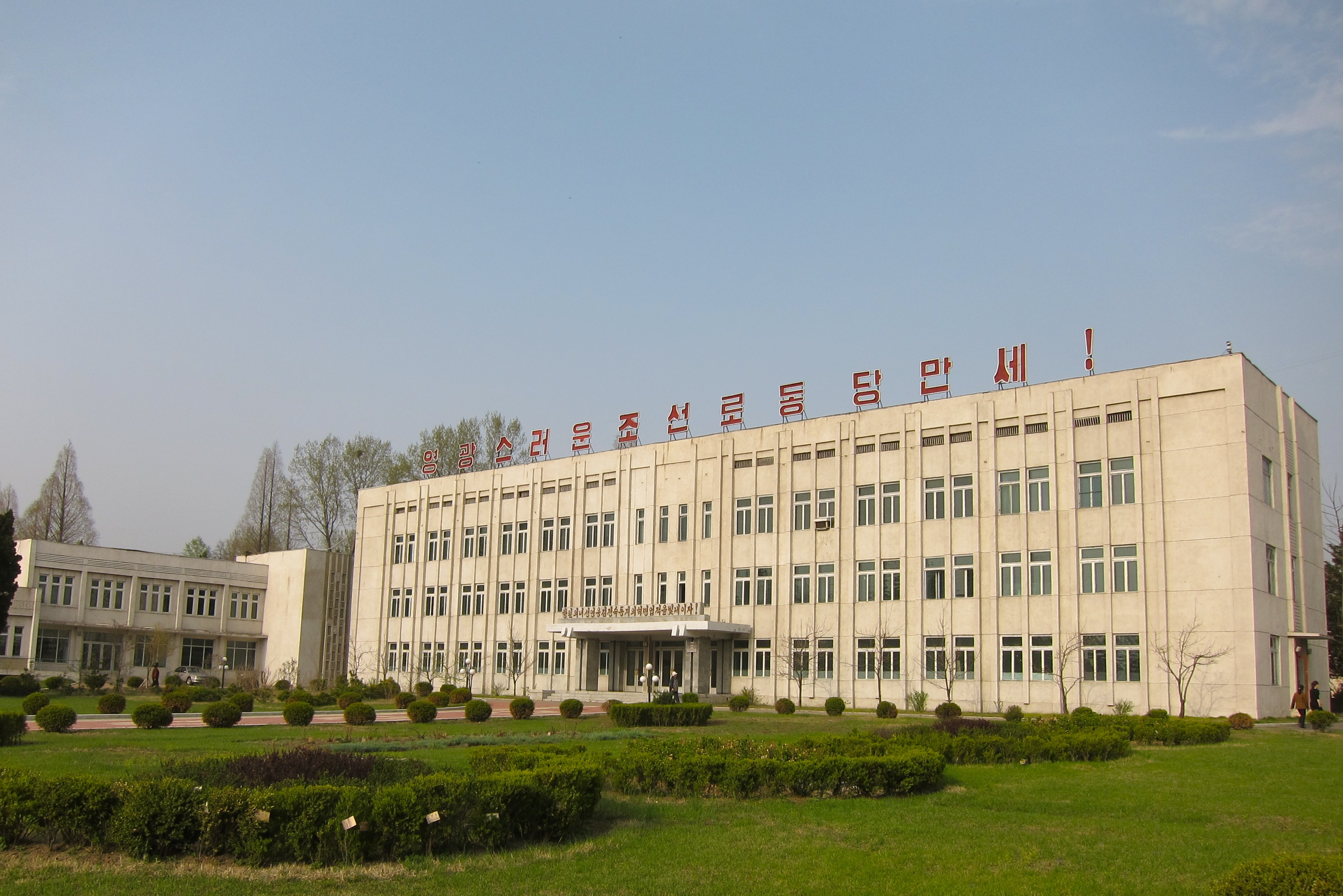
Clădirea administrativă a studioului
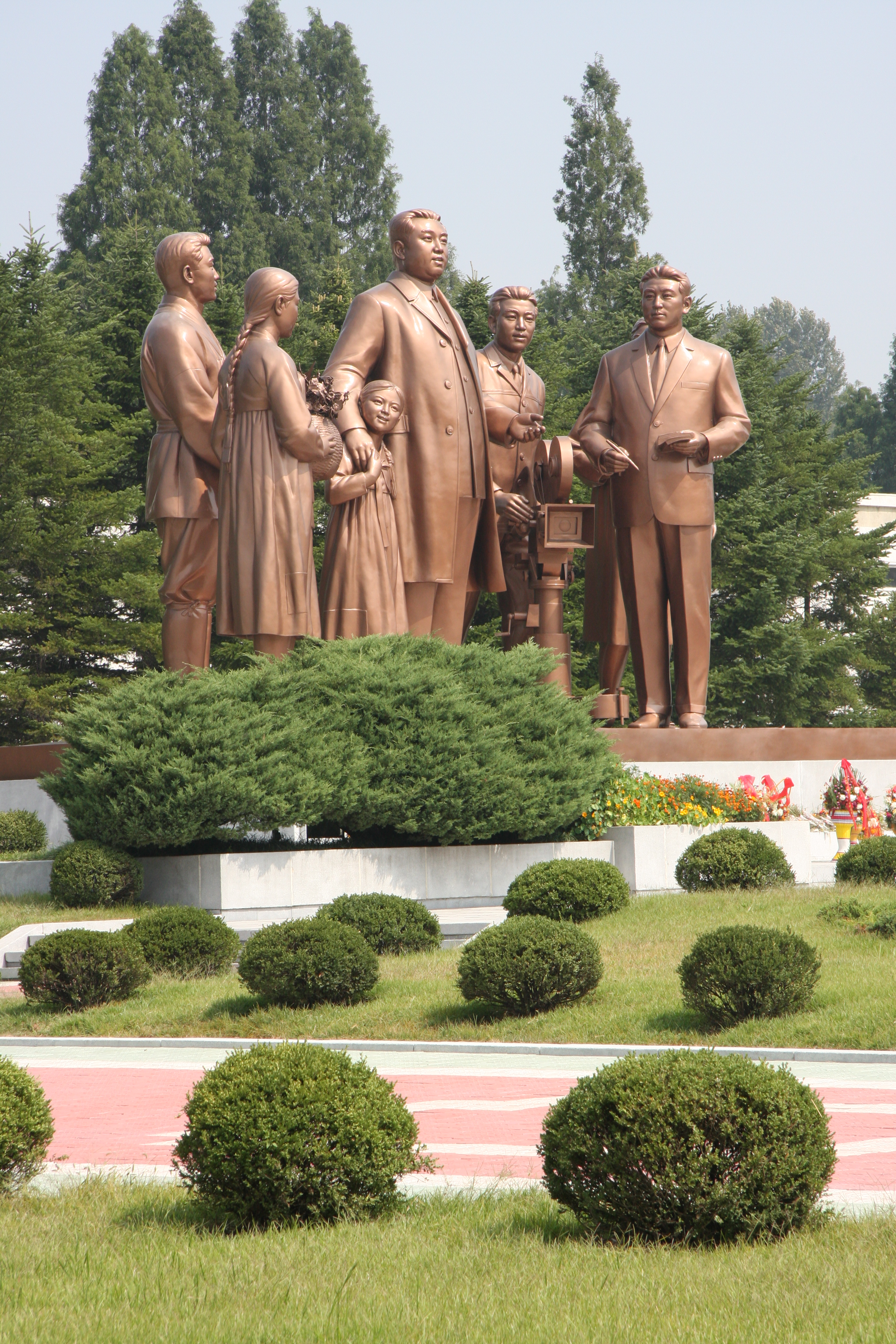
Un grup statuar cu Kim Ir-sen în centru pe locul primelor baze ale studioului
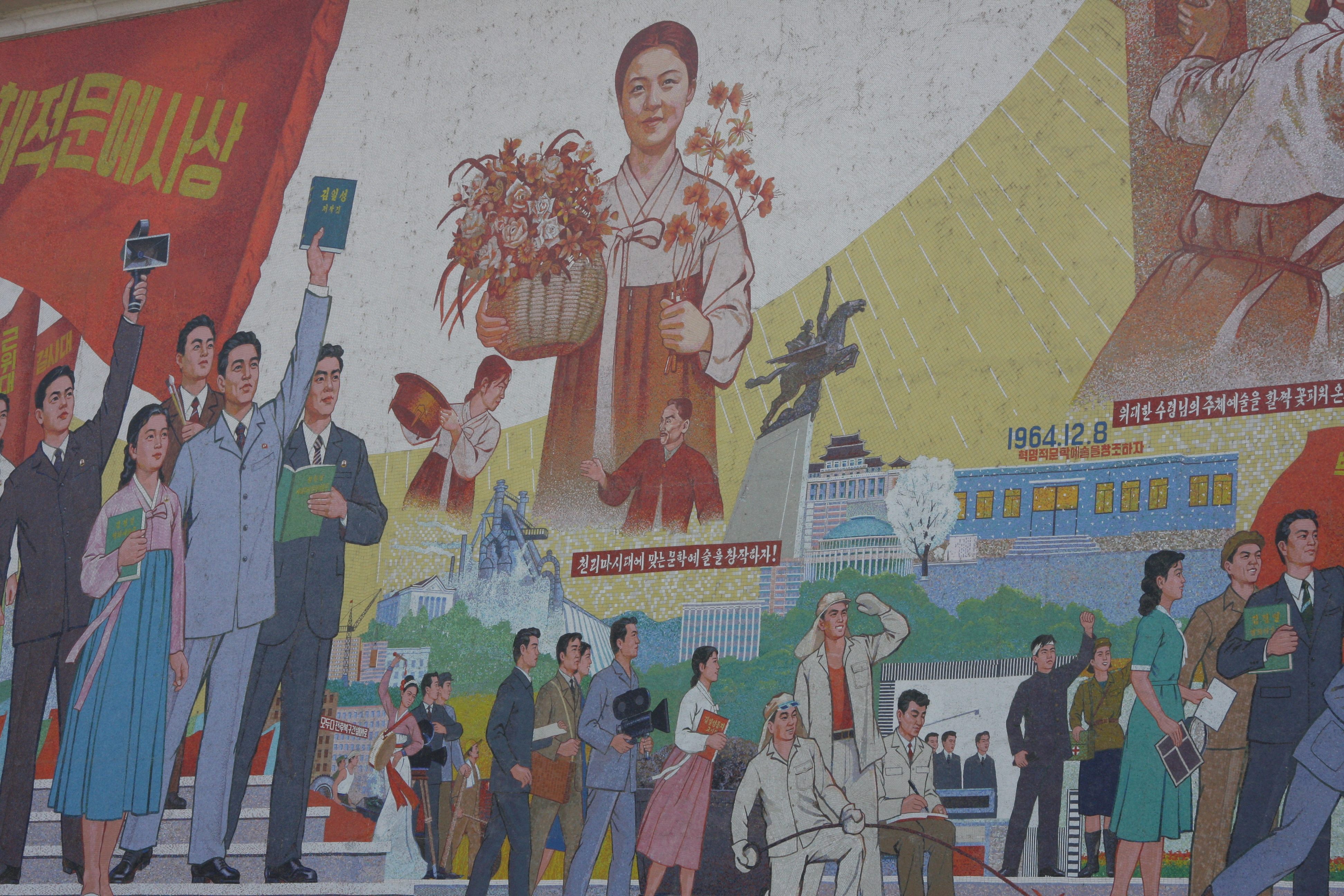
Detaliu cu „Fata care vinde flori” al unei picturi murale de pe clădirea studioului
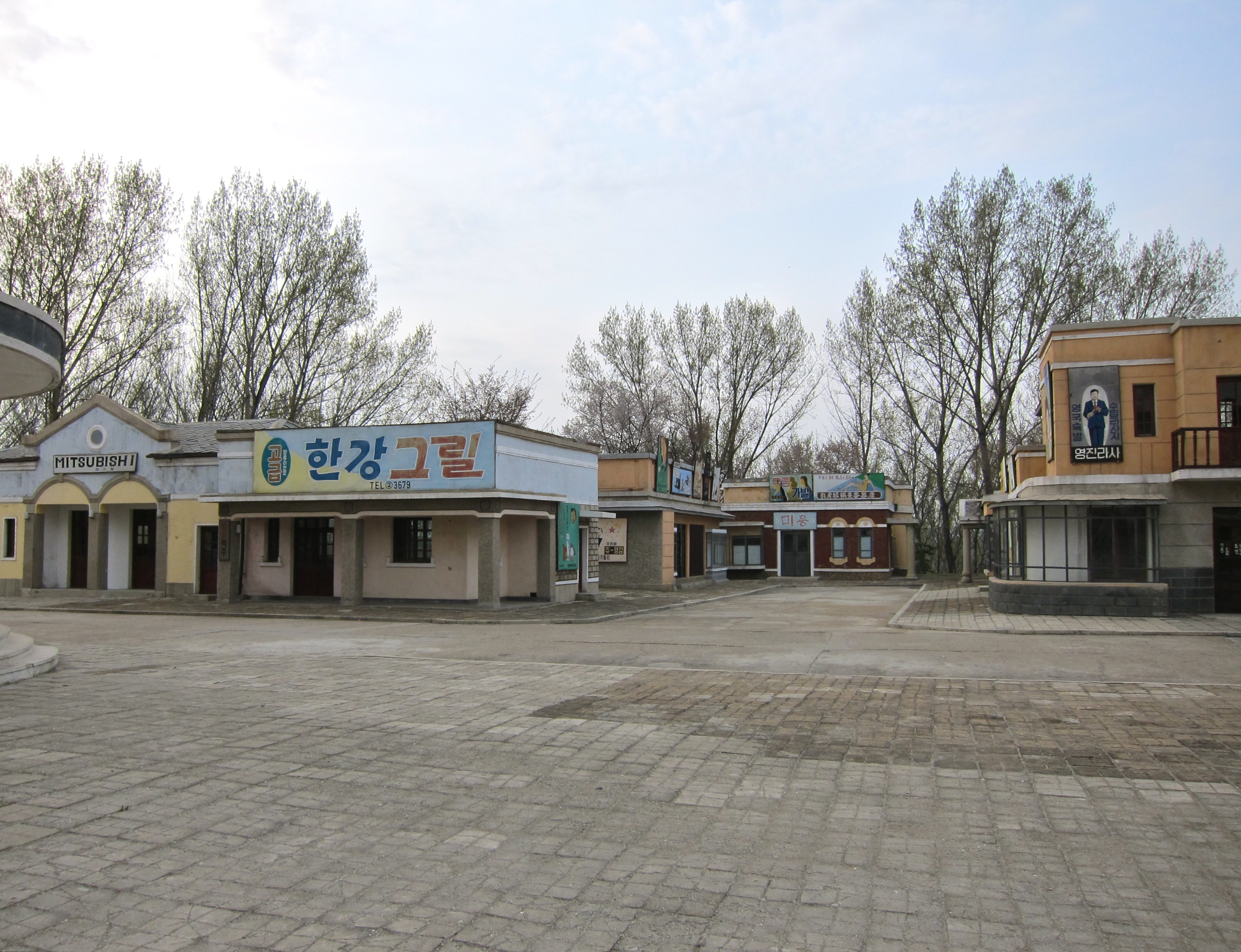
Platou de filmare ce reprezintă Seulul anilor 1930
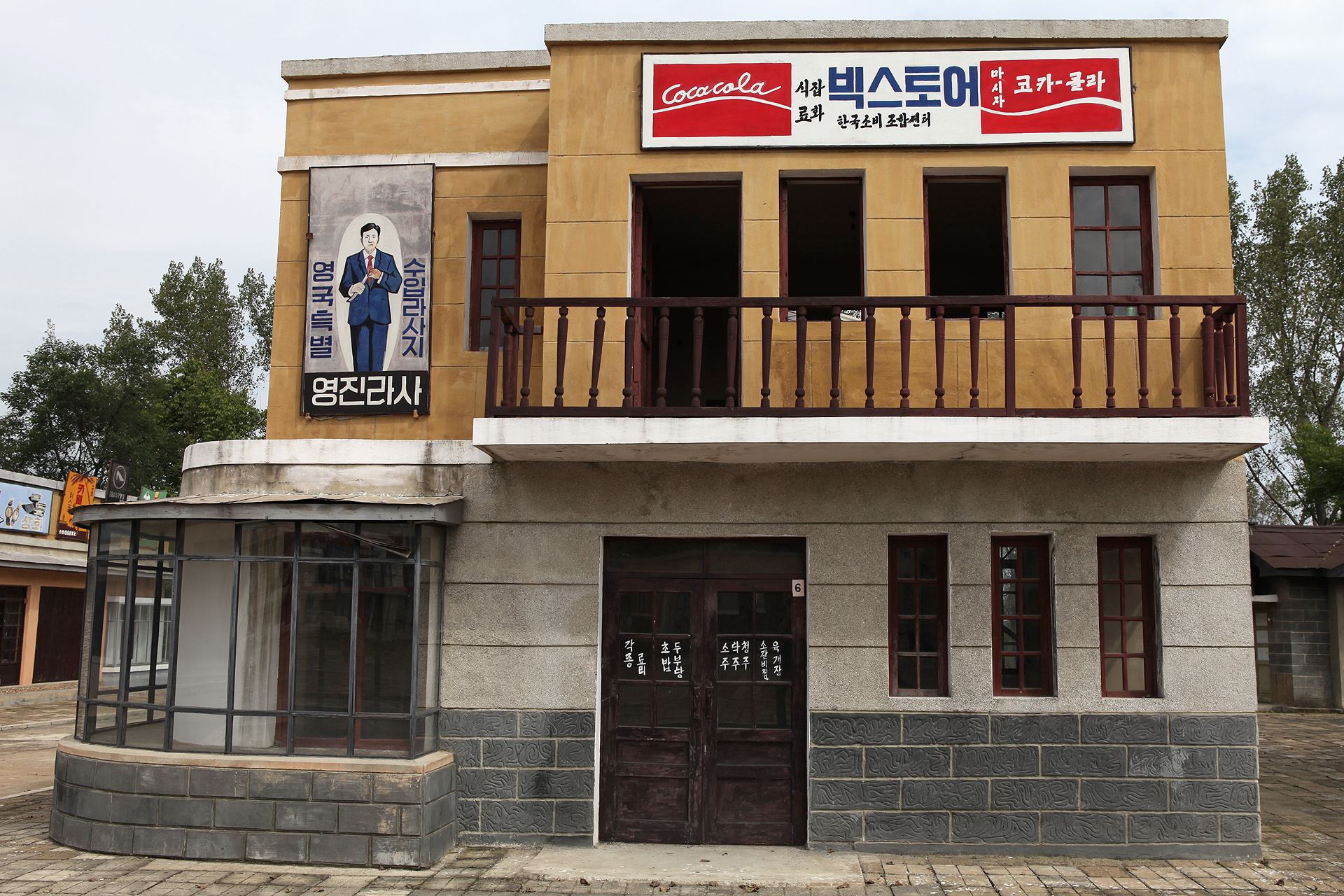
Imitație a unei clădiri din Seulul anilor 1930
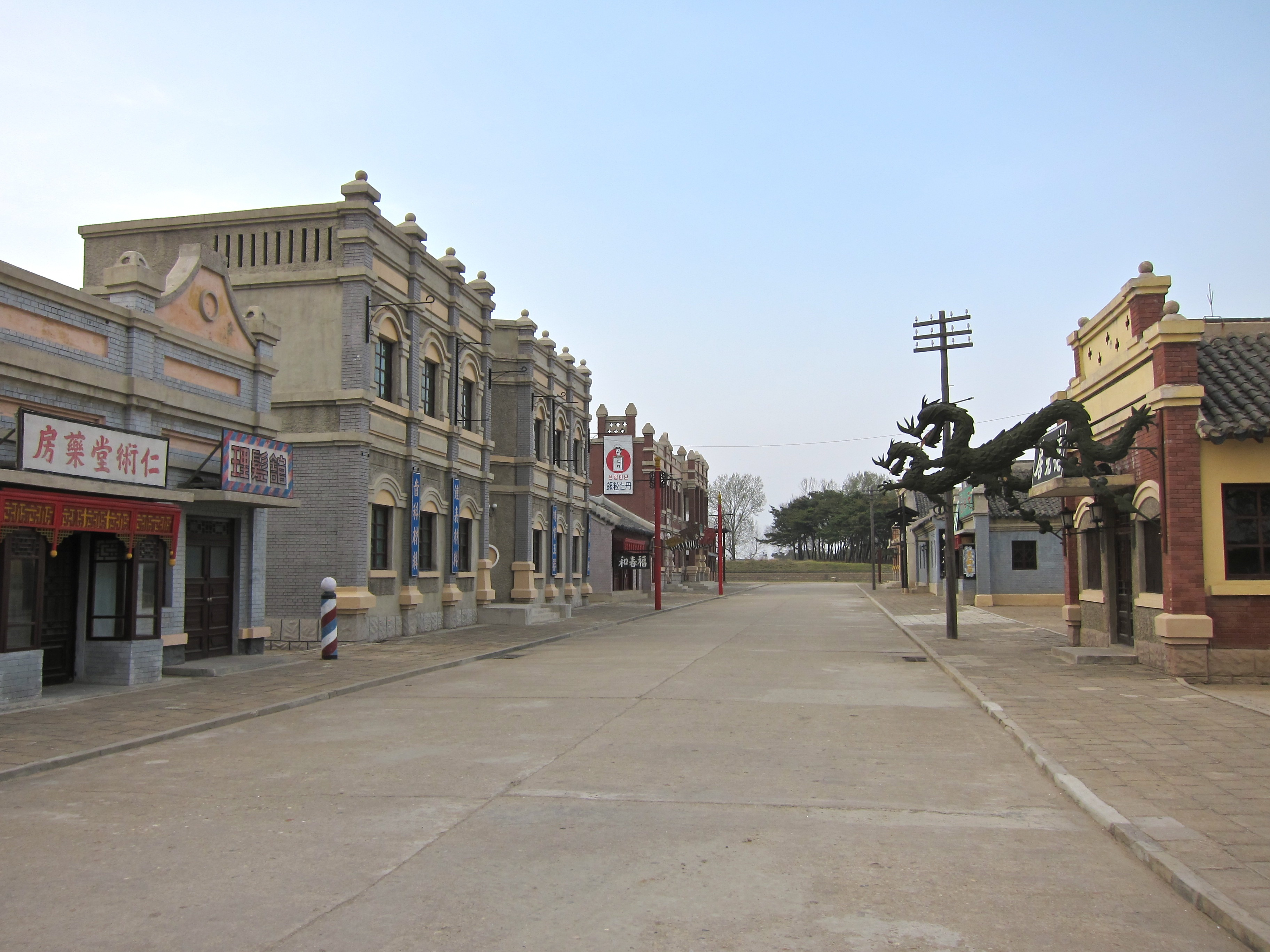
Platou de filmare ce reprezintă orașul chinezesc Harbin
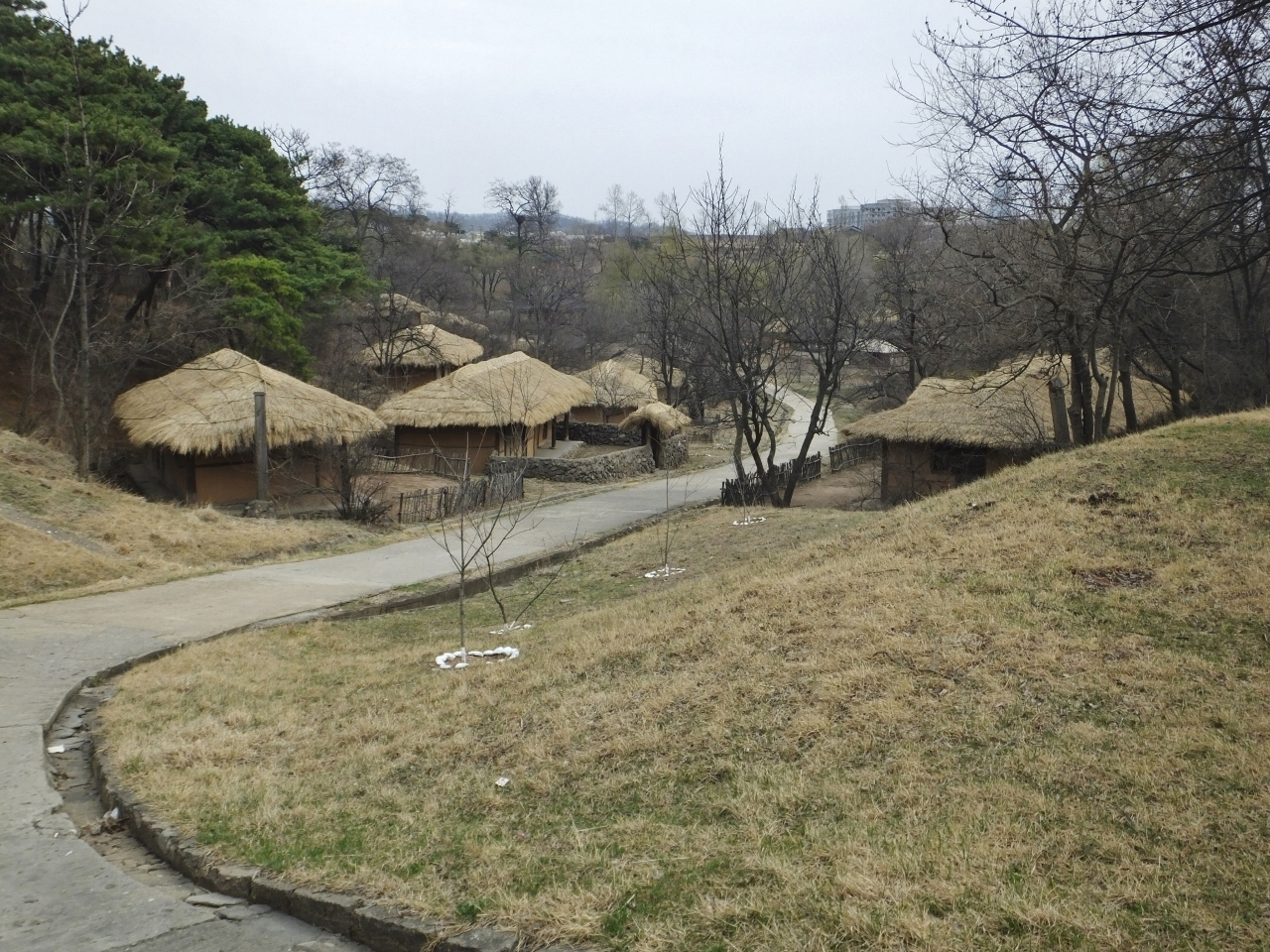
Platou de filmare ce reprezintă un sat coreean tradițional
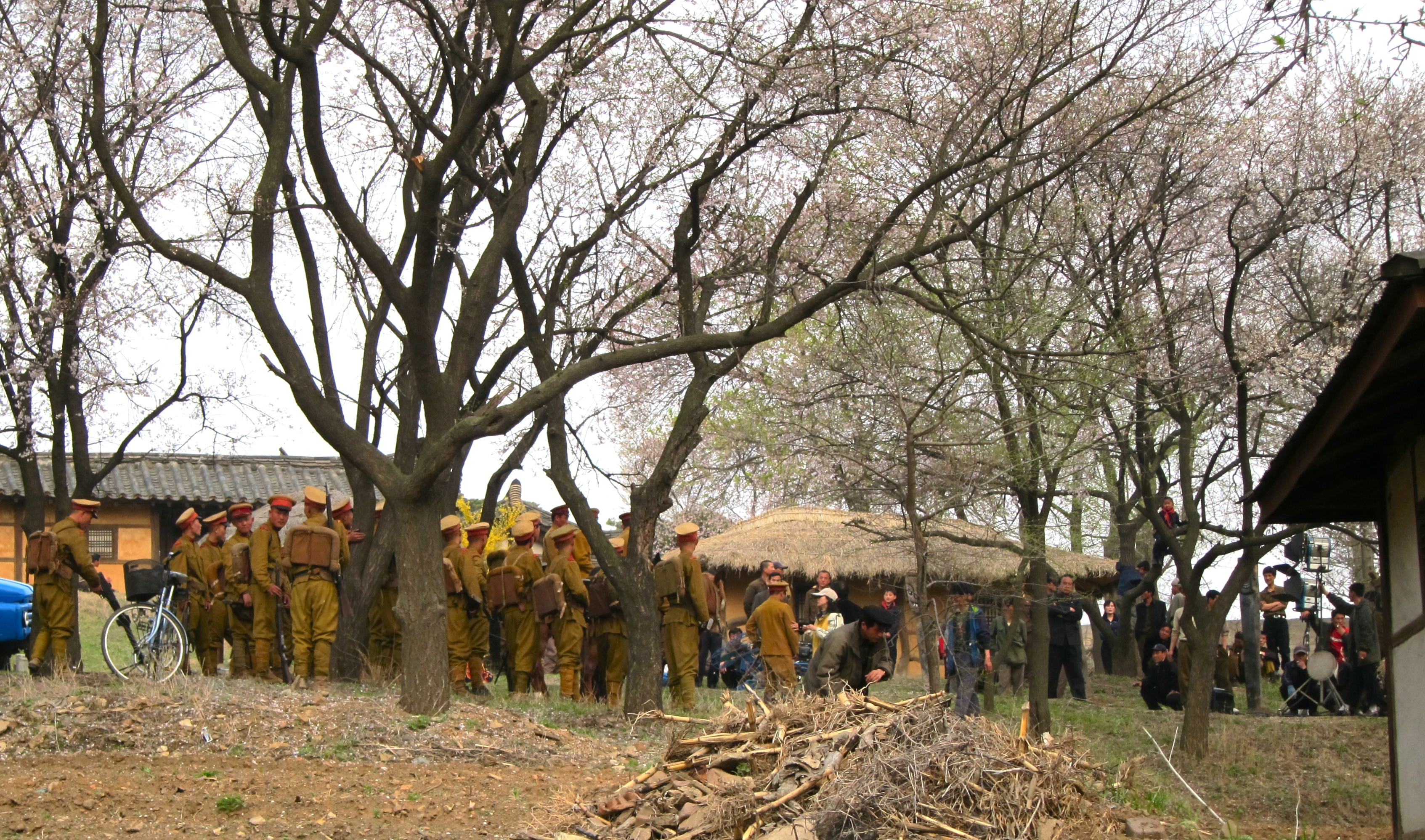
Filmări din 2010, în care acțiunea se petrece în timpul dominației coloniale japoneze din Coreea